# Jim Joyce
Jim Joyce, né en octobre 1955 en Ohio, États-Unis, est un arbitre de la Ligue majeure de baseball.

## Biographie
Joyce est arbitre de la Ligue majeure depuis 1989.
Il est membre du groupe d'officiels en service durant la Série mondiale 1999, la Série mondiale 2001, le match des étoiles en 1994 et 2001, ainsi que dans de nombreuses parties de séries éliminatoires depuis 1995.
Arbitre au premier but le 2 juin 2010, Joyce est impliqué dans une controverse alors qu'une mauvaise décision prive le lanceur des Tigers de Detroit Armando Galarraga d'un match parfait, un exploit rare. Après deux retraits en 9e manche et après que Galarraga eut retiré les uns après les autres les 26 frappeurs des Indians de Cleveland, Joyce déclare Jason Donald sauf au premier coussin alors que le relais du joueur de premier but des Tigers Miguel Cabrera à Galarraga après un faible roulant avait clairement devancé Donald. Joyce avoue sa faute et présente personnellement des excuses à Galarraga après la partie. mais le baseball majeur refuse de renverser la décision une fois le match terminé. Lors du match du lendemain, où Joyce est l'arbitre au marbre, les deux hommes échangent une poignée de main. Un an plus tard, Joyce et Galarraga collaborent à un livre de Daniel Paisner, Nobody's Perfect: Two Men, One Call and a Game for Baseball History, relatant l'affaire. Leur collaboration faisant d'eux des partenaires d'affaires, Joyce ne peut plus arbitrer de matchs auxquels Galarraga participe, puisque cela serait perçu comme un conflit d'intérêts.
Jim Joyce est intronisé en 2009 au Irish Baseball Hall of Fame, qui honore les personnalités du baseball ayant des origines irlandaises.
En 2010, ESPN sonde anonymement 100 joueurs de la Ligue majeure sur leur appréciation des arbitres, et Jim Joyce est celui qui obtient la meilleure note parmi les officiels du circuit.
Le 20 août 2012 au Chase Field de Phoenix avant un match entre les Diamondbacks de l'Arizona et les Marlins de Miami, Joyce sauve la vie d'une employée des Diamondbacks en pratiquant la réanimation cardio-pulmonaire.
Comme arbitre, il porte le numéro de dossard 66.